# Ermita de la Purísima Concepción (Puebla de San Miguel)
La ermita de la Purísima Concepción (también, ermita de la Inmaculada, ermita de la Virgen, ermita del Calvario) es un santuario católico situado en Puebla de San Miguel, municipio de la provincia de Valencia (Comunidad Valenciana, España).

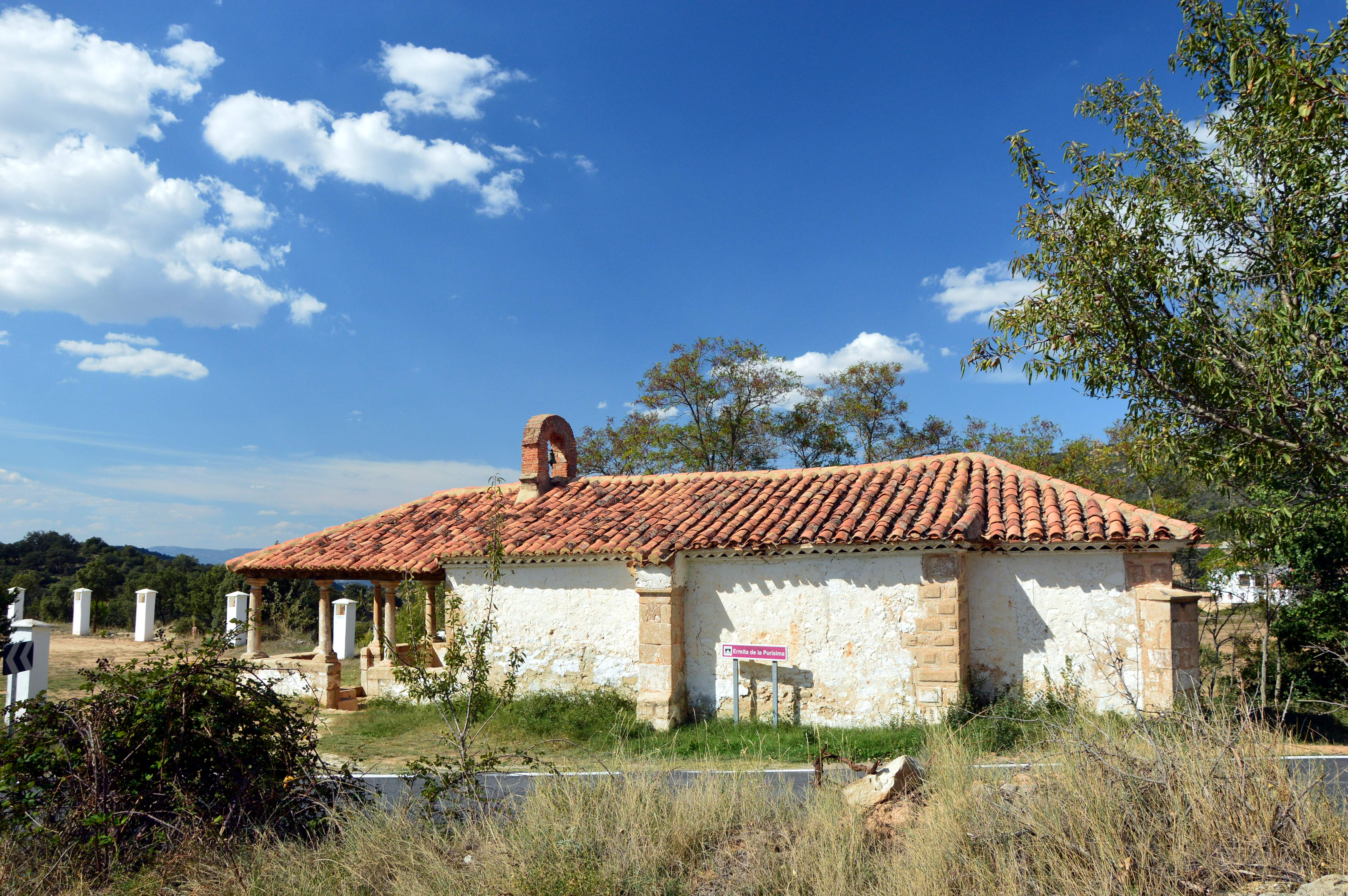
Ermita de la Purísima Concepción en Puebla de San Miguel (2018).

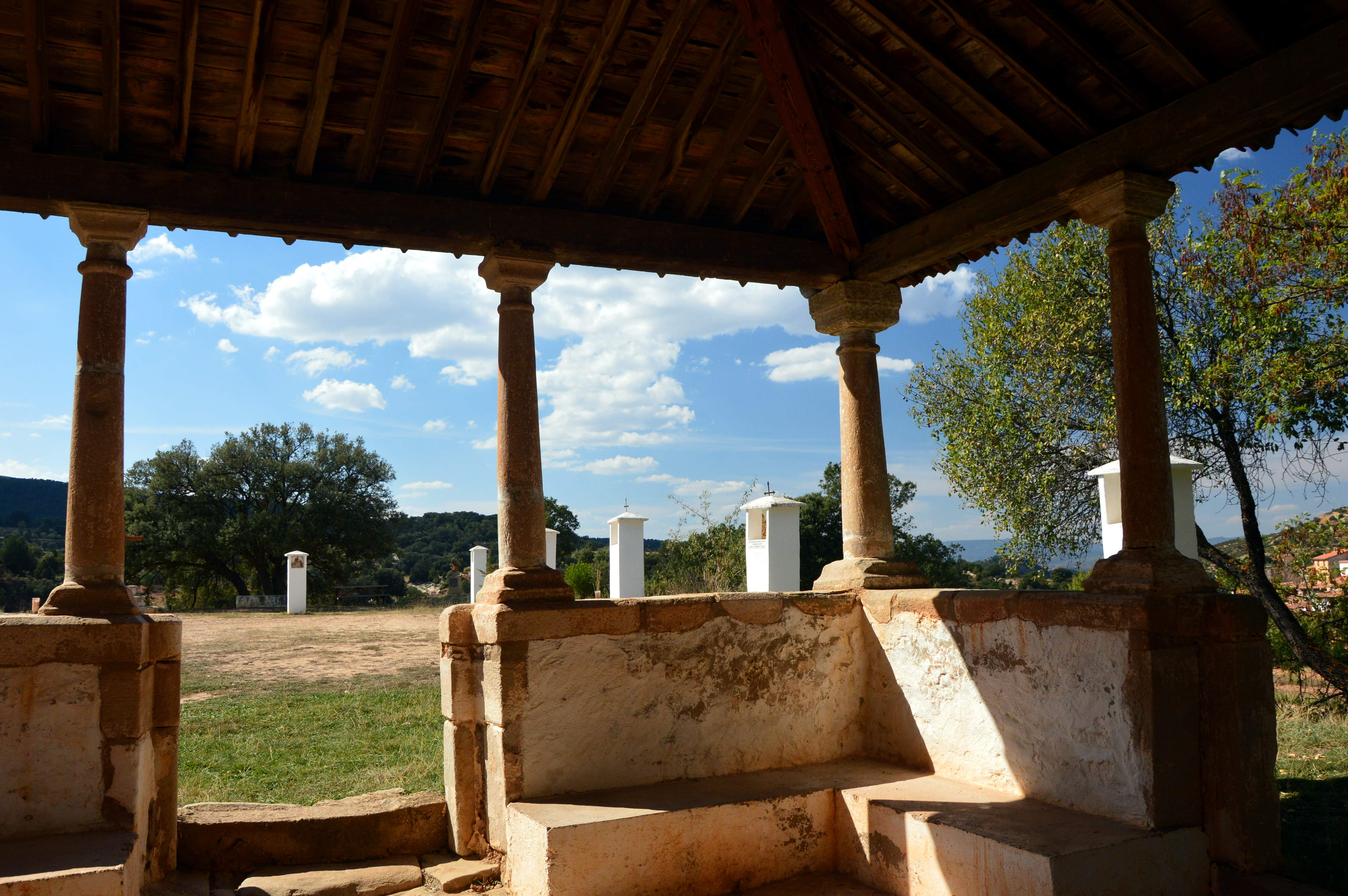
Ermita de la Purísima Concepción en Puebla de San Miguel (2018).

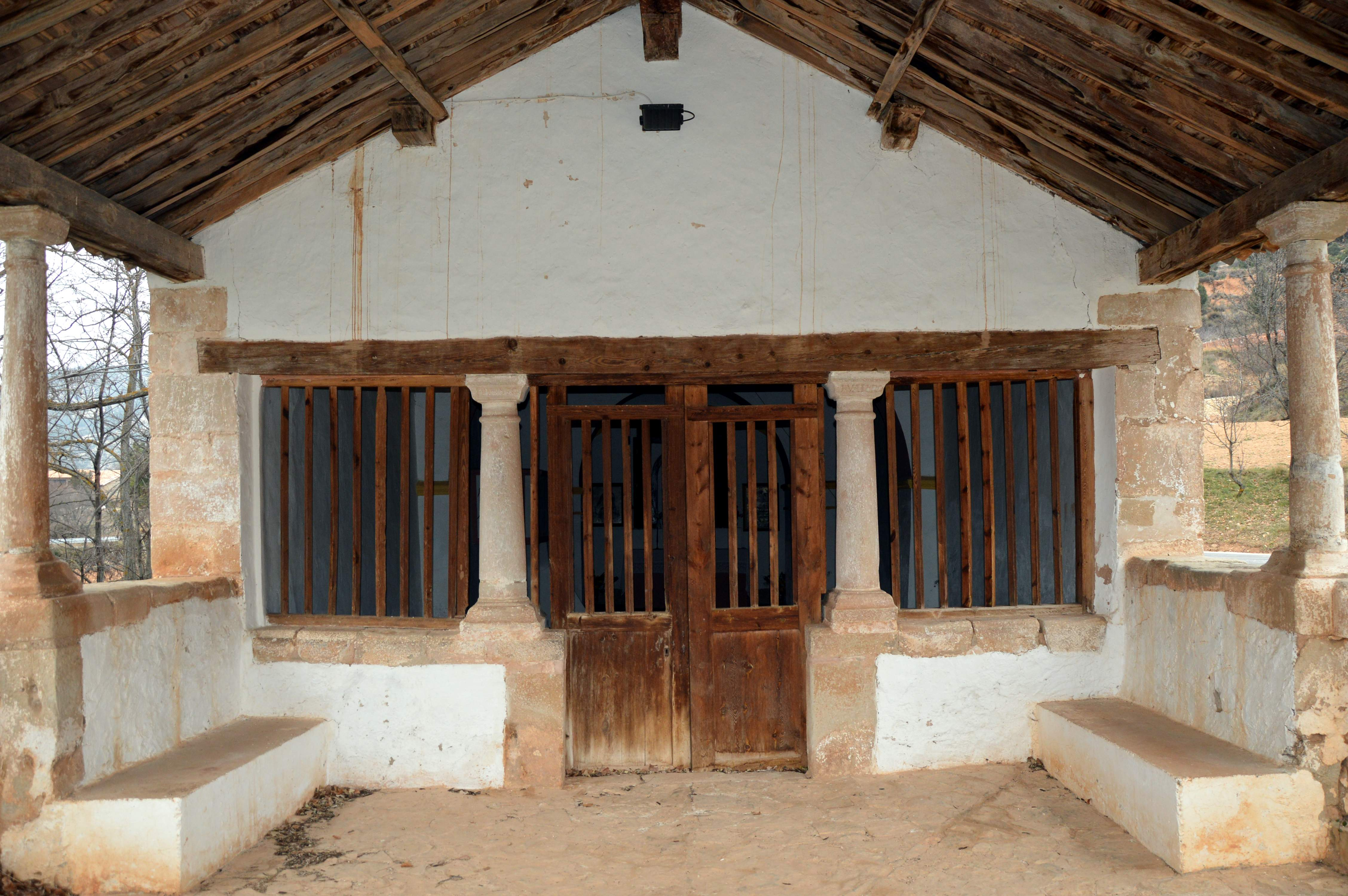
Ermita de la Purísima Concepción en Puebla de San Miguel (2019).

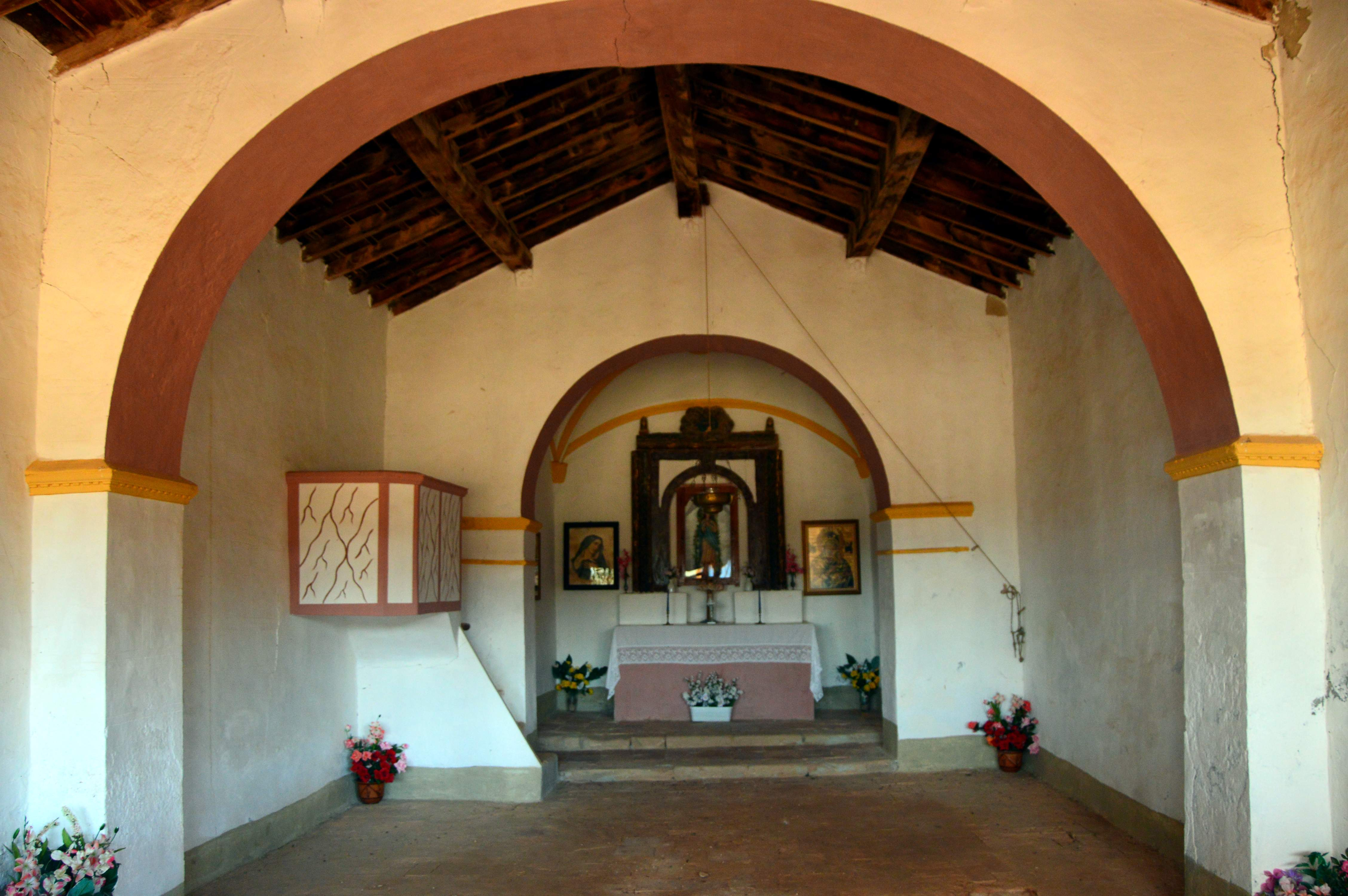
Ermita de la Purísima Concepción en Puebla de San Miguel (2018).

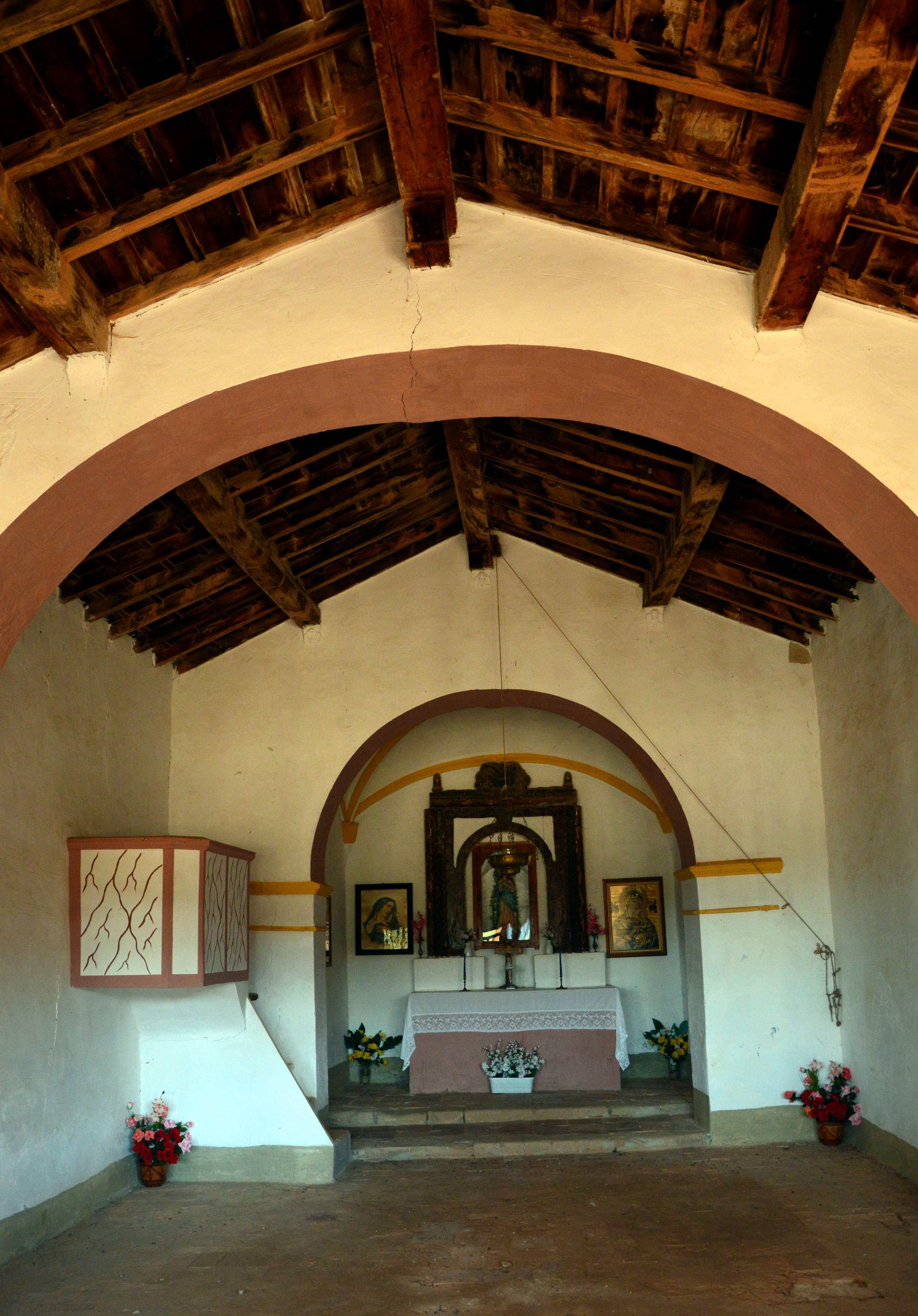
Ermita de la Purísima Concepción en Puebla de San Miguel (2018).

Tiene la condición de Bien de Relevancia Local, Código: 46.09.201-003.

## Historia
El obispo de Segorbe Diego Serrano de Sotomayor (1639-1652), en su Relación ad limina de 1641, al decir de Puebla de San Miguel, comenta: «ornamenta et heremitoria visitavi eaque omnia tu decet apposita inventi». La traducción al castellano viene a decir: Visité los altares, lugares sagrados, ornamentos y ermitas y todas ellas las encontré convenientemente dispuestas -ello permite deducir que a finales de la primera mitad del siglo XVII había más de una ermita en la localidad, aunque el texto no precisa el número ni cita su advocación.
En la Relación de 1656, pontificando ya en Segorbe Francisco Gavaldá Guasch (1652-1660), respecto de las ermitas de la localidad, sucintamente escribe: «Heremitoria duo». Esto es, que en la villa hay dos ermitas, sin nombrar tampoco su advocación. Durante la segunda mitad de la misma centuria y primera del siglo XVIII, las Relaciones de los distintos prelados siguen refiriéndose a la existencia de dos ermitas en la localidad, aunque en ninguna mencionan su advocación.
Mediado ya el siglo XIX, al decir de Puebla de San Miguel, Madoz (1849) comenta que la villa tiene una «iglesia parroquial (San Miguel) de entrada, servida por un cura de patronato real y un beneficiado; 2 ermitas (La Purísima y San Guillermo) situadas a corta distancia de la población». El estadista ya anota aquí las advocaciones de las dos ermitas locales: «La Purísima» y «San Guillermo», y las sitúa «a corta distancia de la población» -sin duda, se trata de las mismas ermitas que de forma innominada venían mencionando los obispos de Segorbe en sus relaciones del siglo XVII y principios del siglo XVIII. Respecto de la ermita de «San Guillermo», advocación vinculada al Convento de San Guillén (Castielfabib), cabe pensar que tras la exclaustración cambió su título por el de  Ermita de San Roque, pues no hay constancia de que haya habido más ermitas en la localidad. No obstante, existe la tradición de que la Ermita de Santa Quiteria (Hoya de la Carrasca), pertenece a la jurisdicción de Puebla de San Miguel -ello mientras los vecinos de la villa sigan realizando la tradicional peregrinación a la ermita de Hoya de la Carrasca.-
Durante la Revolución española de 1936, «se destrozaron las imágenes de la Iglesia Parroquial y Hermitas/ y cuantos objetos de Culto había en las mismas».
La Guía de la Iglesia (1963), al decir de los inmuebles sagrados de la localidad anota la existencia de la «Ermita de la Virgen»: sin culto habitual ni santísimo, careciendo de ornamentos propios, retablos y cuadros de valor artístico.

## Ubicación y descripción
Como anota Madoz (1849), la ermita se halla fuera de la localidad -al borde de la CV-363 de Losilla de Aras a Mas del Olmo: punto kilométrico 19. La primera descripción conocida data de mediados los años sesenta (1966) y procede del escritor y periodista valenciano Luis B. Lluch Garín (1980), que la sitúa fuera del pueblo «junto al camino que viene de Aras de Alpuente»:

«La Ermita es pequeña y de forma rectangular. Su cubierta de tejas morunas es a cuatro aguas, de las llamadas con faldones, y sobre la cobija central monta a caballo una rústica espadaña de ladrillo sin enlucir, formando un arco de medio punto. [Frente a la ermita] se levanta un sencillo calvario con sus capillitas cuadradas blanqueadas de cal. […] tiene unos muros de mampostería y unos contrafuertes laterales hasta los que llega el cobijo de las tejas. Los contrafuertes en las esquinas del imafronte se empotran en el cornijal y rompen la arista aguda, biselando las esquinas. […] se adorna en su entrada con un porche de columnas de fuste disminuido que se apoyan sobre un murete de mampostería recubierto de un tosco tendido de argamasa. Las columnas tienen unas basas muy sencillas y de formas distintas -un plinto sin talla y una moldura de medio bocel-, y sus capiteles son de un estilo dórico muy primitivo. Estas columnas lucen en su huso, cerca del capitel, un collarino que les presta cierta gracia y esbeltez».
Ermitas y paisajes de Valencia, Luis B. Lluch Garín

El mismo autor describe las características de la techumbre, «formada por el faldón del tejado» y del soportal, en el que «hay unos poyos de obra cuyo asiento de ladrillo rojo está enmarcado con un bordón de madera apolillada». La puerta del ermitorio «es una cancela de madera que se abre entre dos grandes ventanas», siendo el interior «oscuro y húmedo», con «el techo a dos vertientes con sus vigas central y laterales pintadas todas ellas de un color pardo». En el centro de la nave observa «un arco de medio punto levantado desde dos pilastras adosadas», los muros blanqueados y «sin decorar», a la izquierda «el púlpito suspendido en el muro, y al que se sube por una escalera de obra con barandilla de colaña». Respecto del interior, refiere otros detalles de interés:

«La nave […], al llegar a la altura del presbiterio, se reduce, y todo el frente de la Ermita con su altar forma un cascarón. Por el intradós de esta sencilla bóveda de crucería pasan los nervios -unos resaltes de obra de yeso- que nacen de unas ménsulas en las esquinas./ A todo el pintado y rústico cascarón lo ilumina una lámpara de metal dorado que pende del centro del arco./ En el frontón del conjunto está pintada la Virgen del Perpetuo Socorro, y abajo tiene dos órdenes de pintura con tres cuadros cada una de ellas. En los de abajo están San Vicente Ferrer, Santa Bárbara […], y San Antonio; y luego, en los cuadros superiores, aparece un Santo que no conozco, a la izquierda; a la derecha, San Sebastián, y en el centro, ¡por fin! La Inmaculada».
Ermitas y paisajes de Valencia, Luis B. Lluch Garín

Se trata de una construcción de planta alargada, orientada en sentido norte (cabecera)-sur (pies), con muros de mampostería ordinaria y sillería en los esquinares, altos machones laterales que llegan hasta el alero (correspondientes a los arcos y pilastras interiores) y dos en la cabecera (haciendo chaflán), con cubierta a dos aguas (el cuerpo de la nave) y a tres aguas (cabecera y atrio exterior). Característico de los contrafuertes es el adorno que lucen sus sillares, a modo de almohadillado.
Sobre el hastial de los pies se halla la espadaña de ladrillo cocido con una campana de autor desconocido: su nombre es «Tiple», fue fundida ca.1600, posee un diámetro de boca de 35 cm y un peso de 25 kg.-.
Posee un singular atrio externo cubierto con tejadillo a tres aguas soportado en ocho columnas de piedra (con basa, fuste, capitel) que apoyan sobre un murete de mampostería y piedra labrada abierto por delante y en los laterales. Algunas columnas posee una inscripción labrada en el capitel, signo de los canteros que las labraron. El piso del atrio está enlosado, internamente posee un poyo corrido de obra a modo de asiento.
La entrada posee una puerta de madera de dos hojas flanqueada por sendas columnas de piedra del mismo estilo que las que soportan la cobertura del atrio, con barrotes de madera en las ventanas laterales y una gruesa viga cuadrangular a modo de dintel.
El interior muestra una nave en dos tramos, con un arco toral (Arco diafragmático) en la parte media de la nave, apoyado en pilastras laterales con impostas levemente voladas y los muros encalados con un somero zócalo pintado, el piso de ladrillo rojo. Posee un pequeño púlpito de obra en el lado del evangelio, al que se accede mediante unas escaleritas. La nave se cubre mediante una armadura visible de madera (tipo parhilera: basada en alfardas apoyadas en la hilera o viga cimera, con tabicas), paradigma de las cubiertas a dos aguas sobre arcos diafragma.
El presbiterio resulta más estrecho -tras un arco diafragma de menor entidad que el Arco toral de la nave, con leves impostas voladas a modo de cornisa- se halla un par de peldaños por encima del piso de la nave, posee un altar de obra adosado y se cubre mediante sencilla bóveda de crucería apoyada en ménsulas.
Sobre el altar luce un modesto retablo de madera con una imagen de la Inmaculada Concepción en la hornacina central y dos cuadros encristalados a los lados -sobre el muro del testero-: Virgen del Perpetuo Socorro (epístola) e Inmaculada Concepción (evangelio). Una lámpara de aceite -que pende de la viga cimera, por delante del arco del fondo- constituye la única iluminación del templo, resto del antiguo moblaje de la ermita.
En suma: la fábrica del edificio es de buena factura y se halla en buen estado.

## Culto y tradición
En la actualidad carece de culto, ya no lo tenía en los primeros años sesenta (1963); pero en otro tiempo debió tenerlo, celebrando a la titular -como el Vía Crucis situado en la placita frente al ermitorio.

## Galería

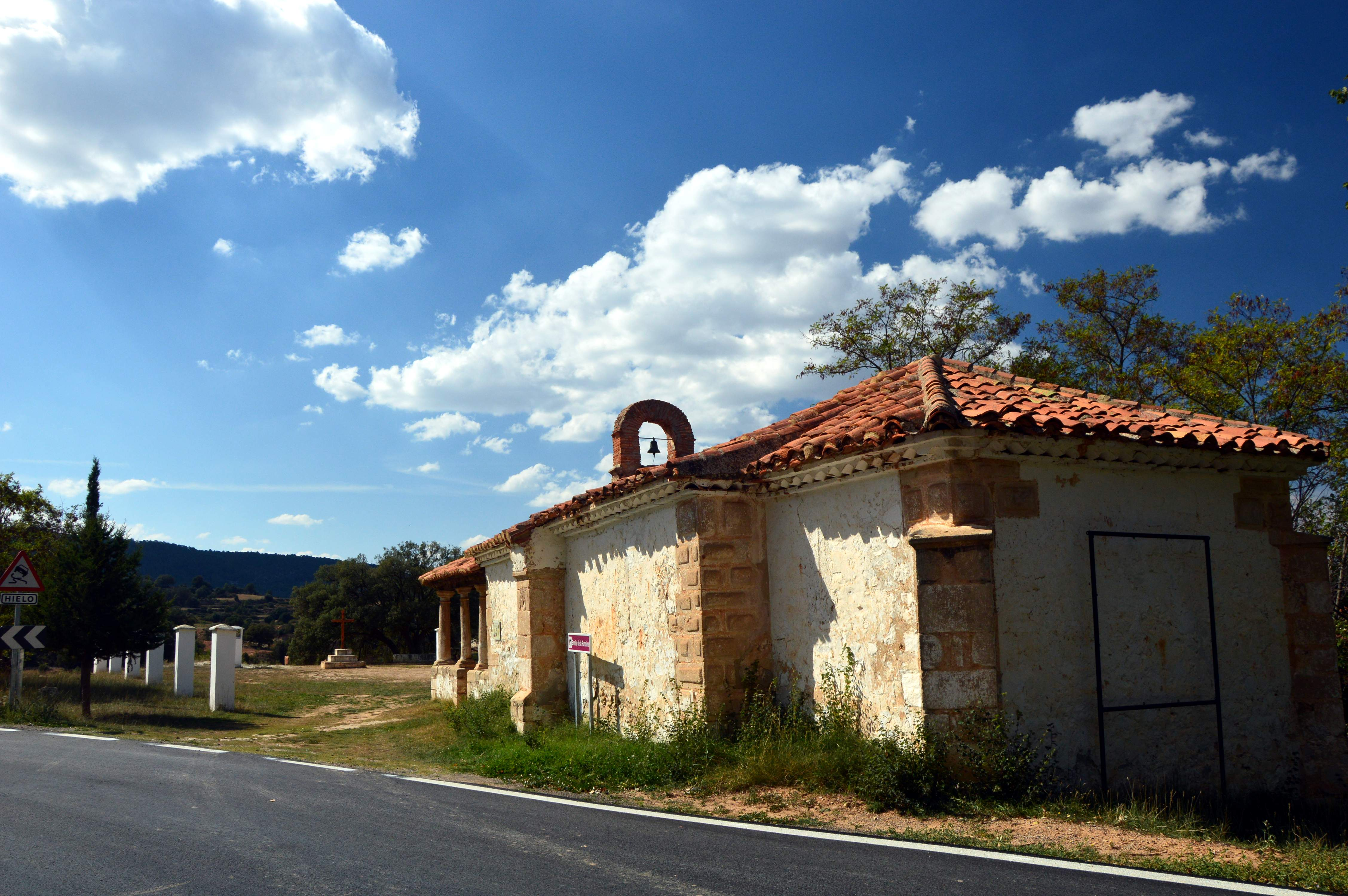
Ermita de la Purísima Concepción en Puebla de San Miguel (2018).
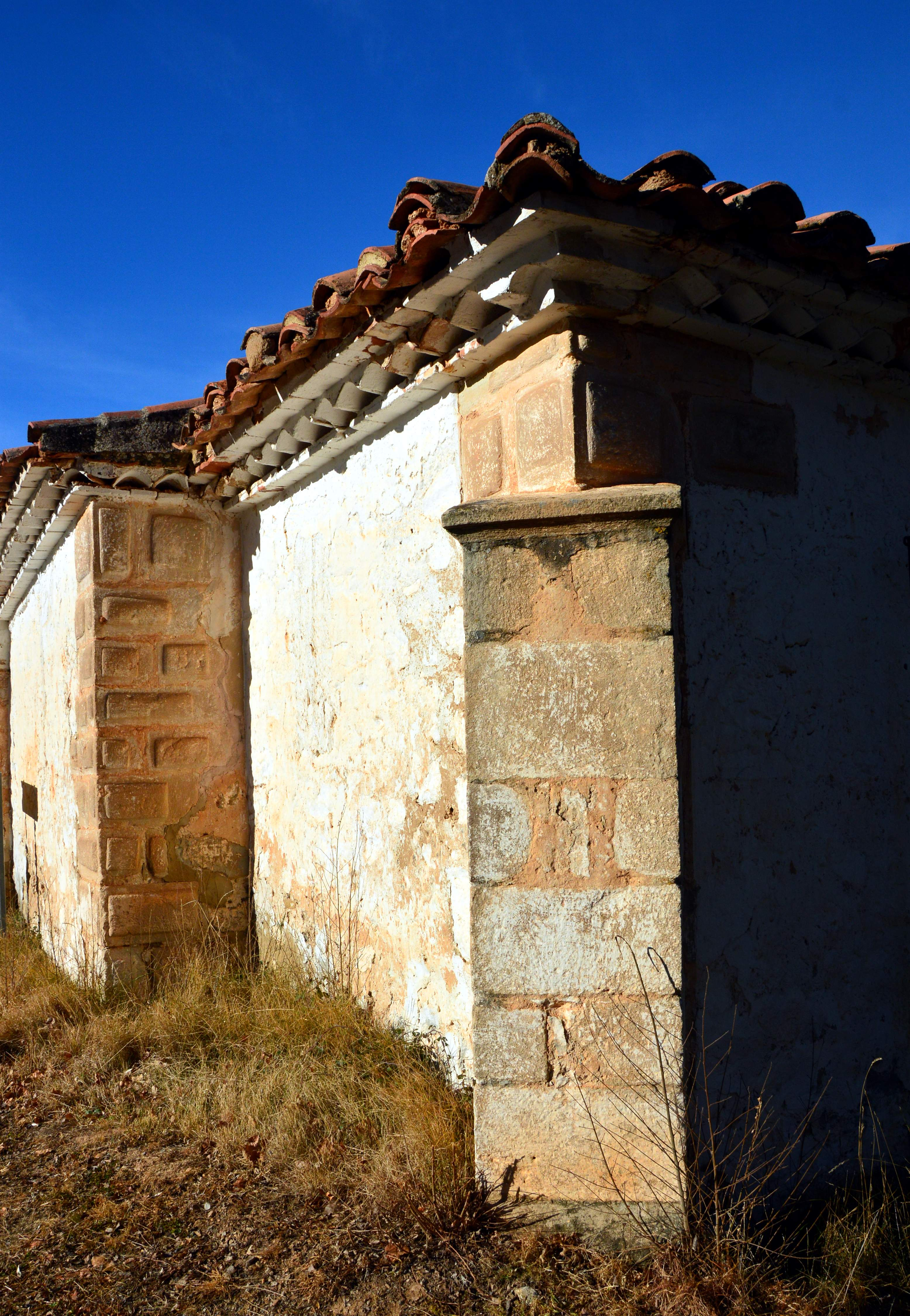
Ermita de la Purísima Concepción en Puebla de San Miguel (2019).
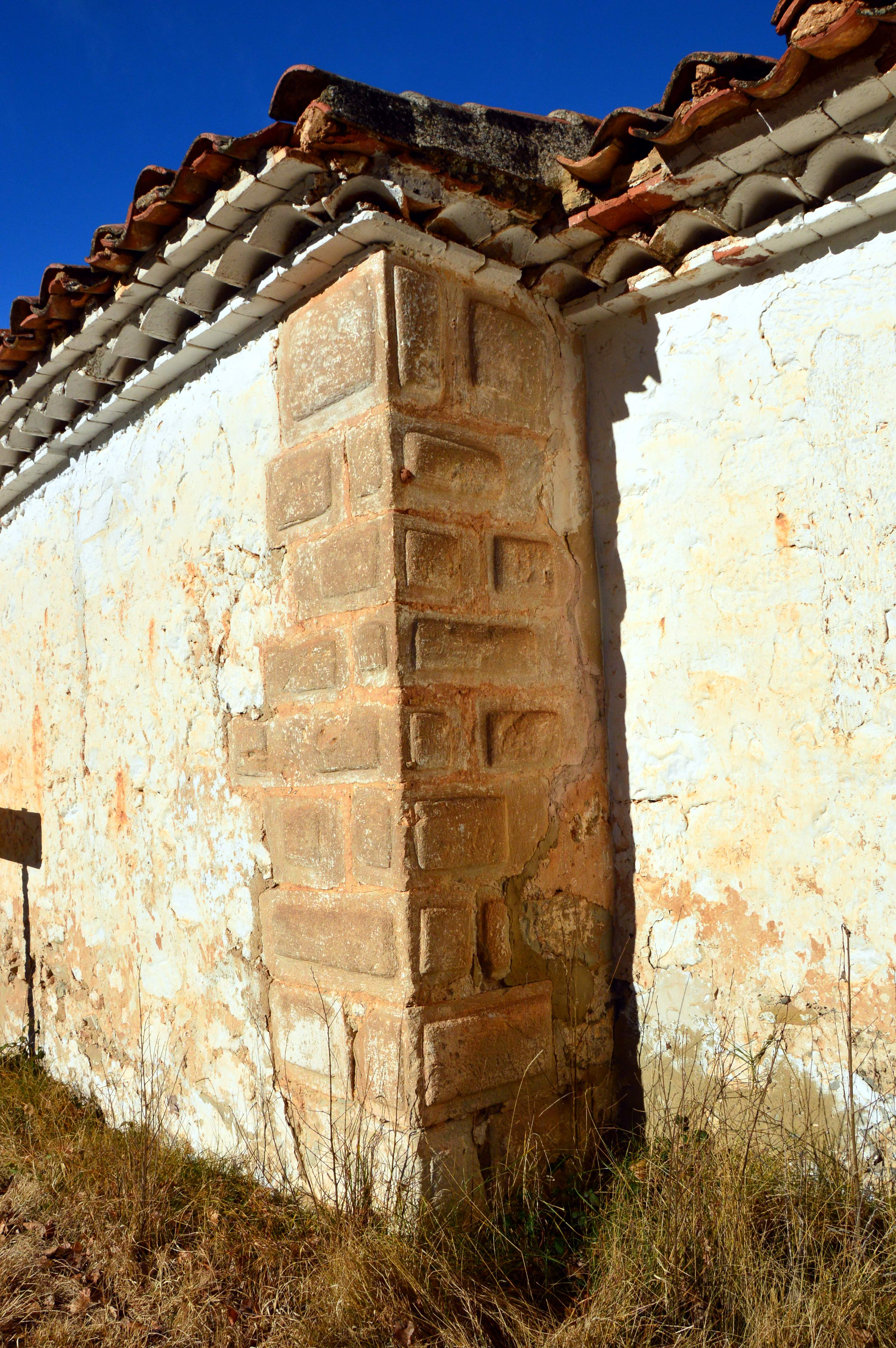
Ermita de la Purísima Concepción en Puebla de San Miguel (2019).
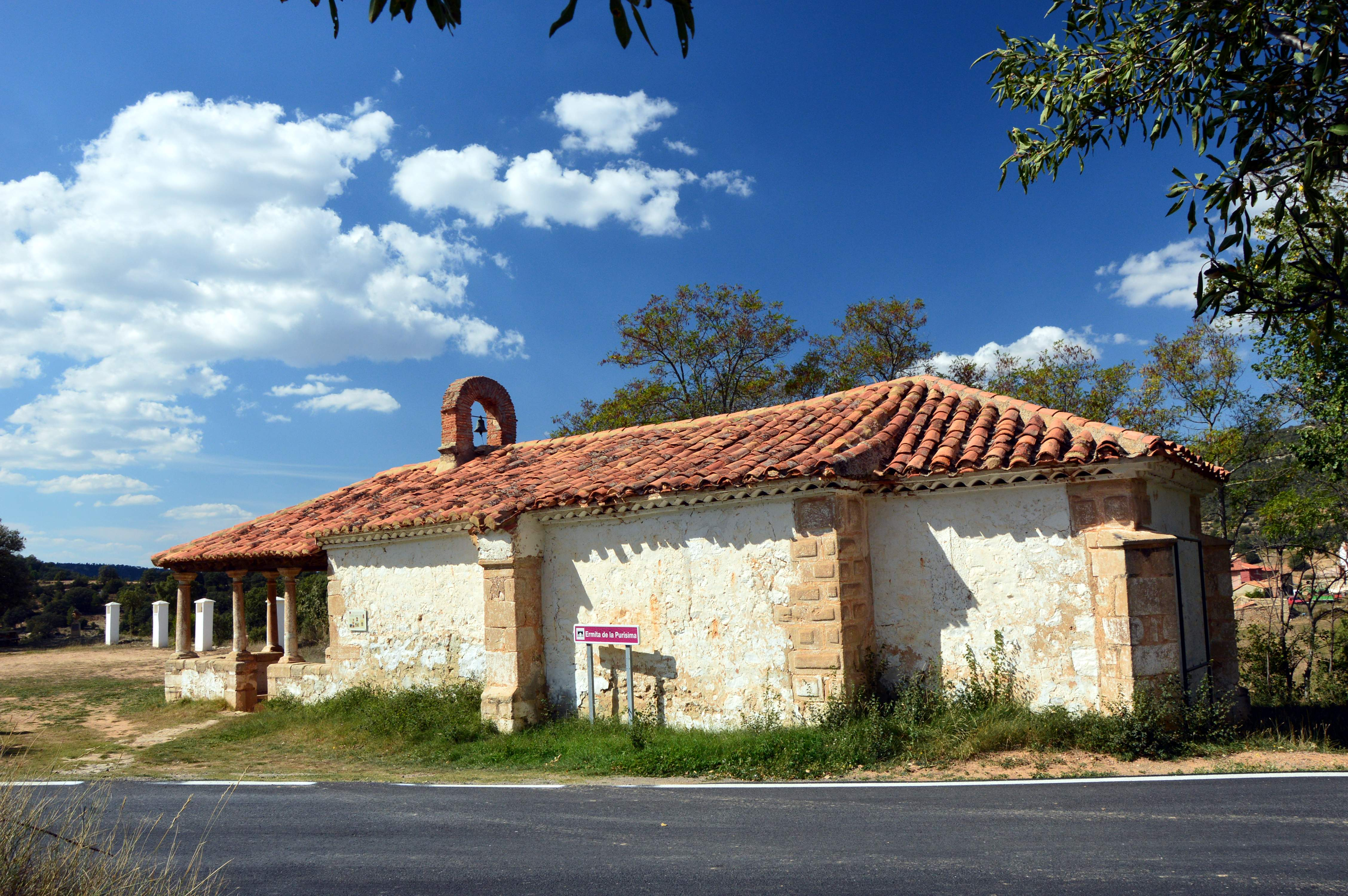
Ermita de la Purísima Concepción en Puebla de San Miguel (2018).
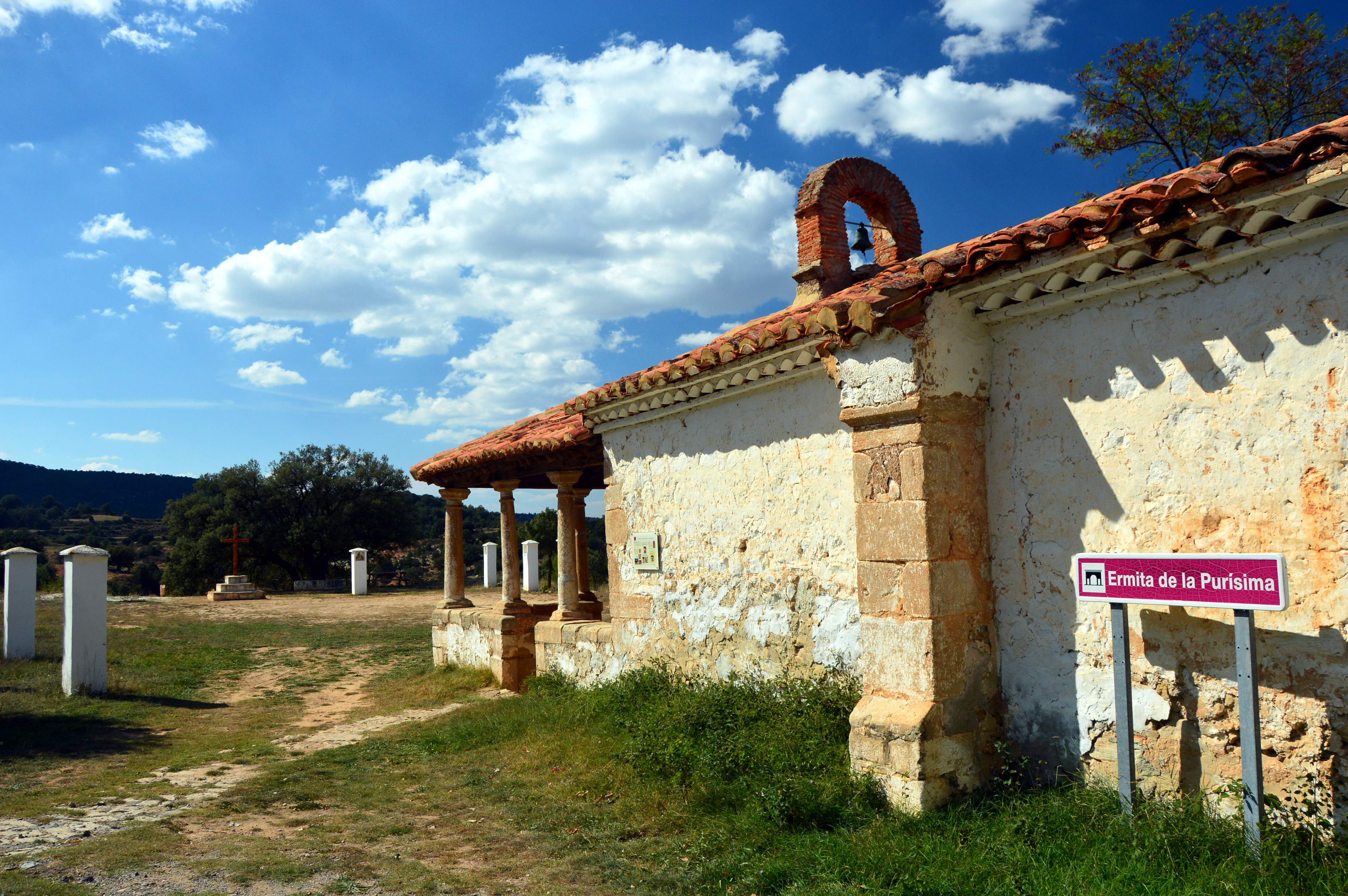
Ermita de la Purísima Concepción en Puebla de San Miguel (2018).
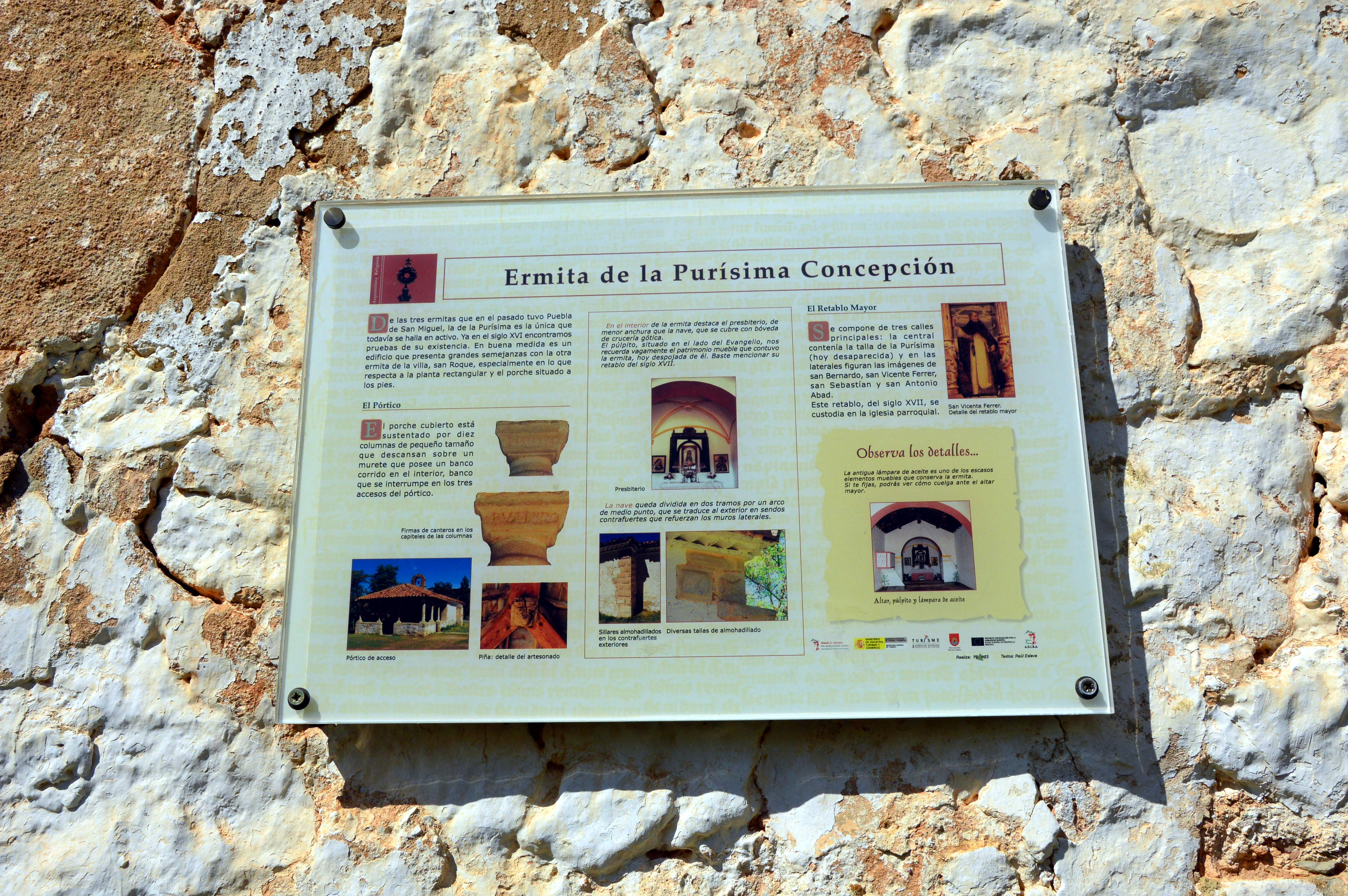
Ermita de la Purísima Concepción en Puebla de San Miguel (2018).
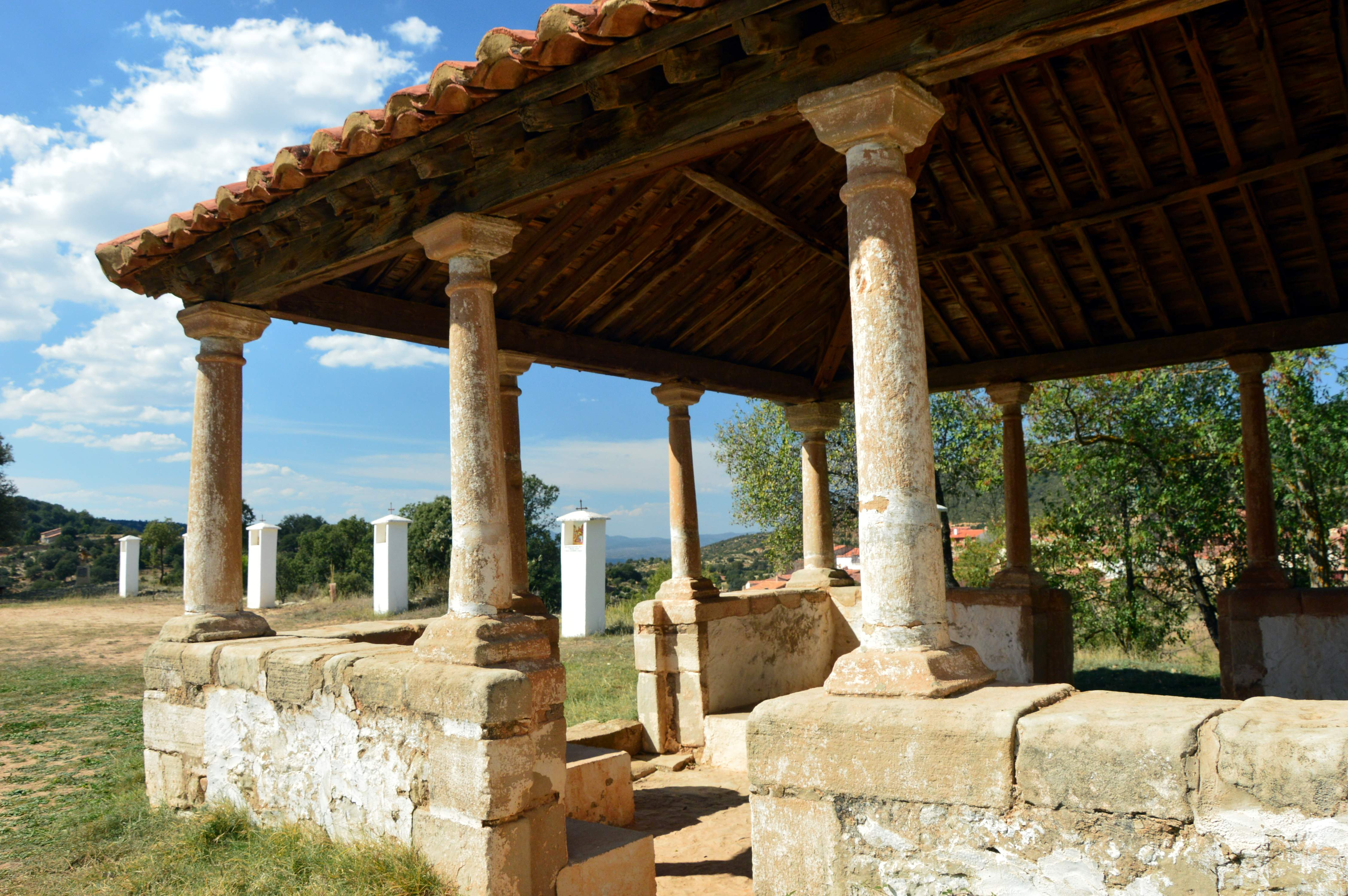
Ermita de la Purísima Concepción en Puebla de San Miguel (2018).
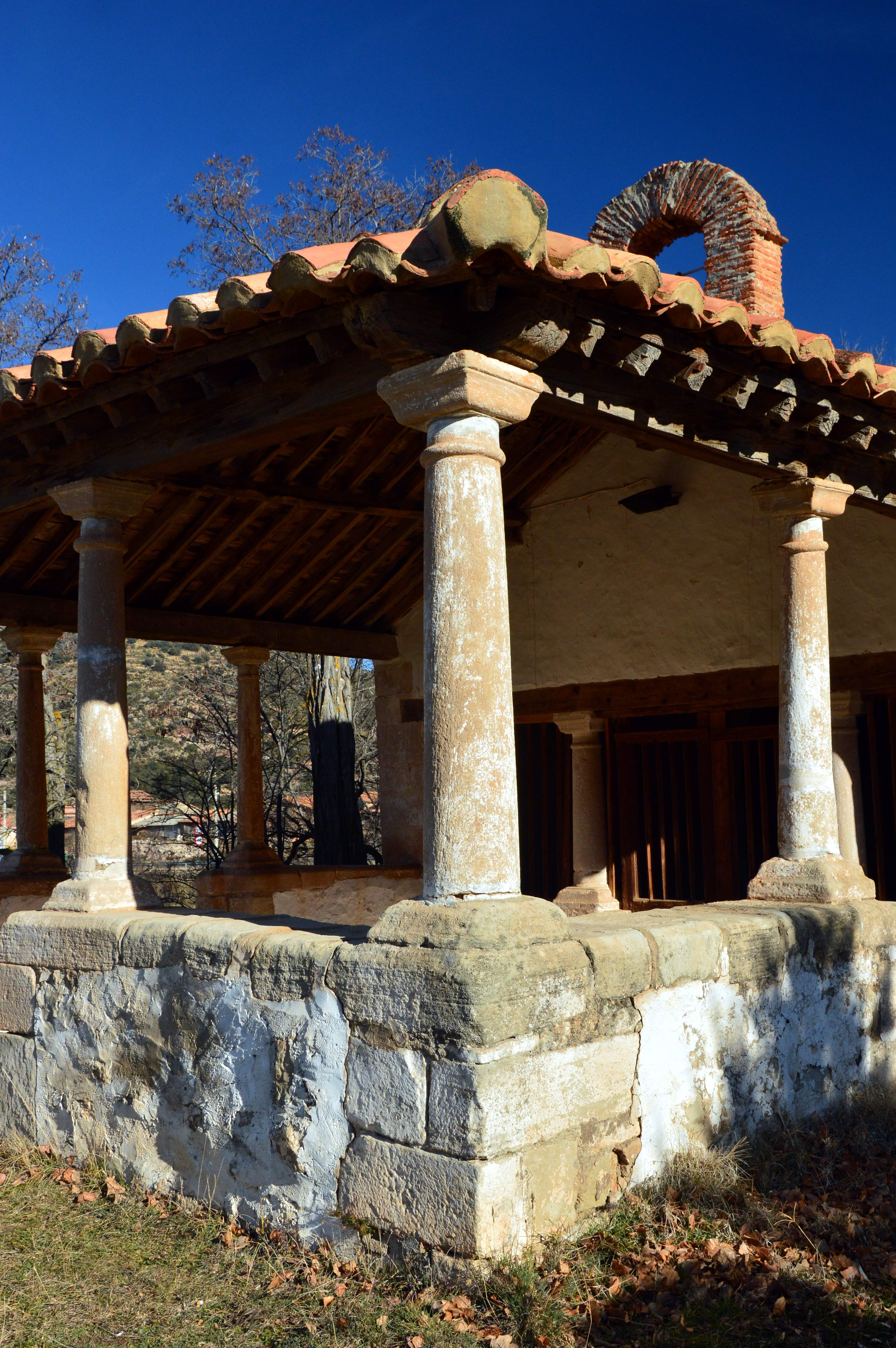
Ermita de la Purísima Concepción en Puebla de San Miguel (2019).
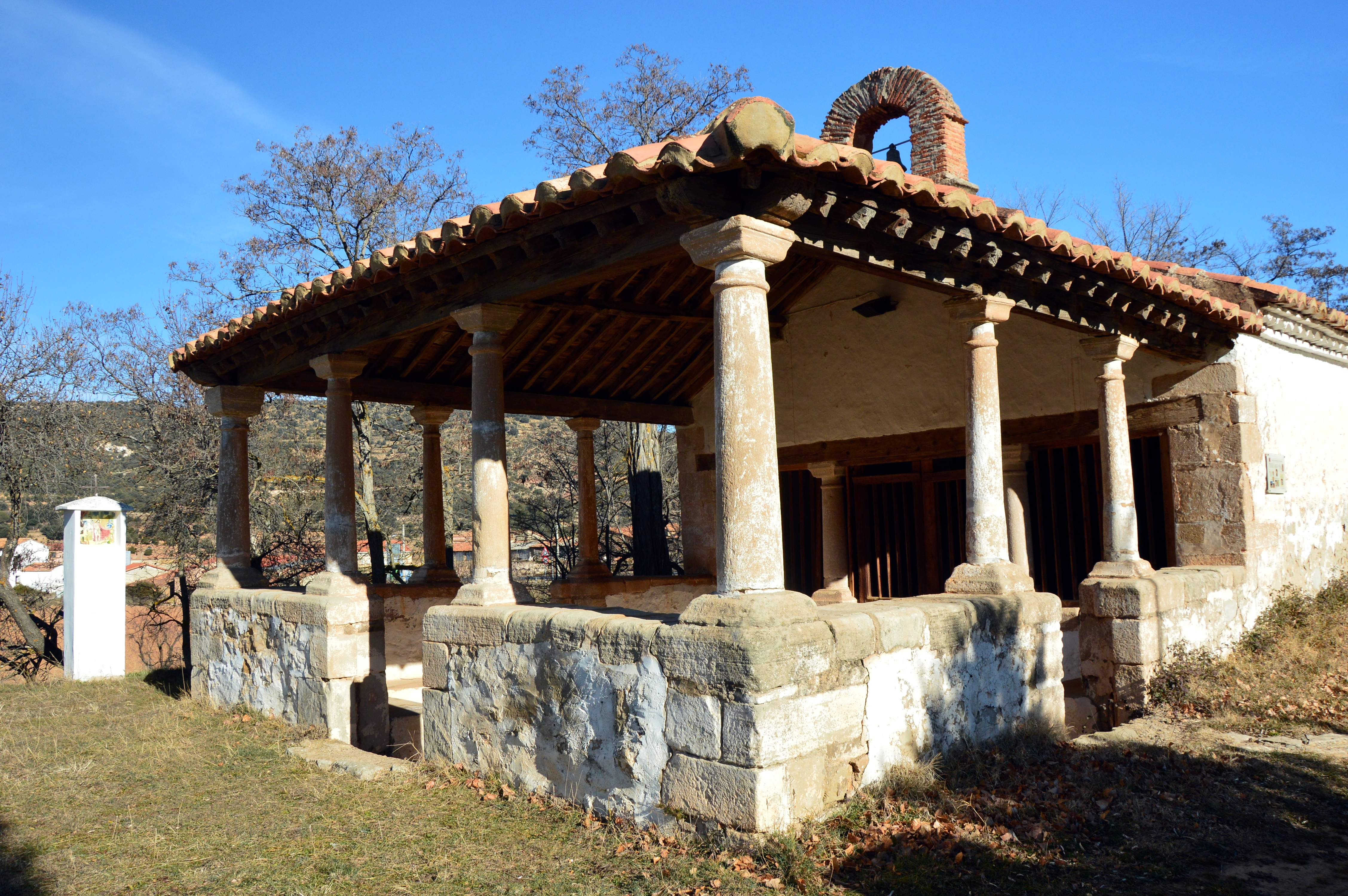
Ermita de la Purísima Concepción en Puebla de San Miguel (2019).
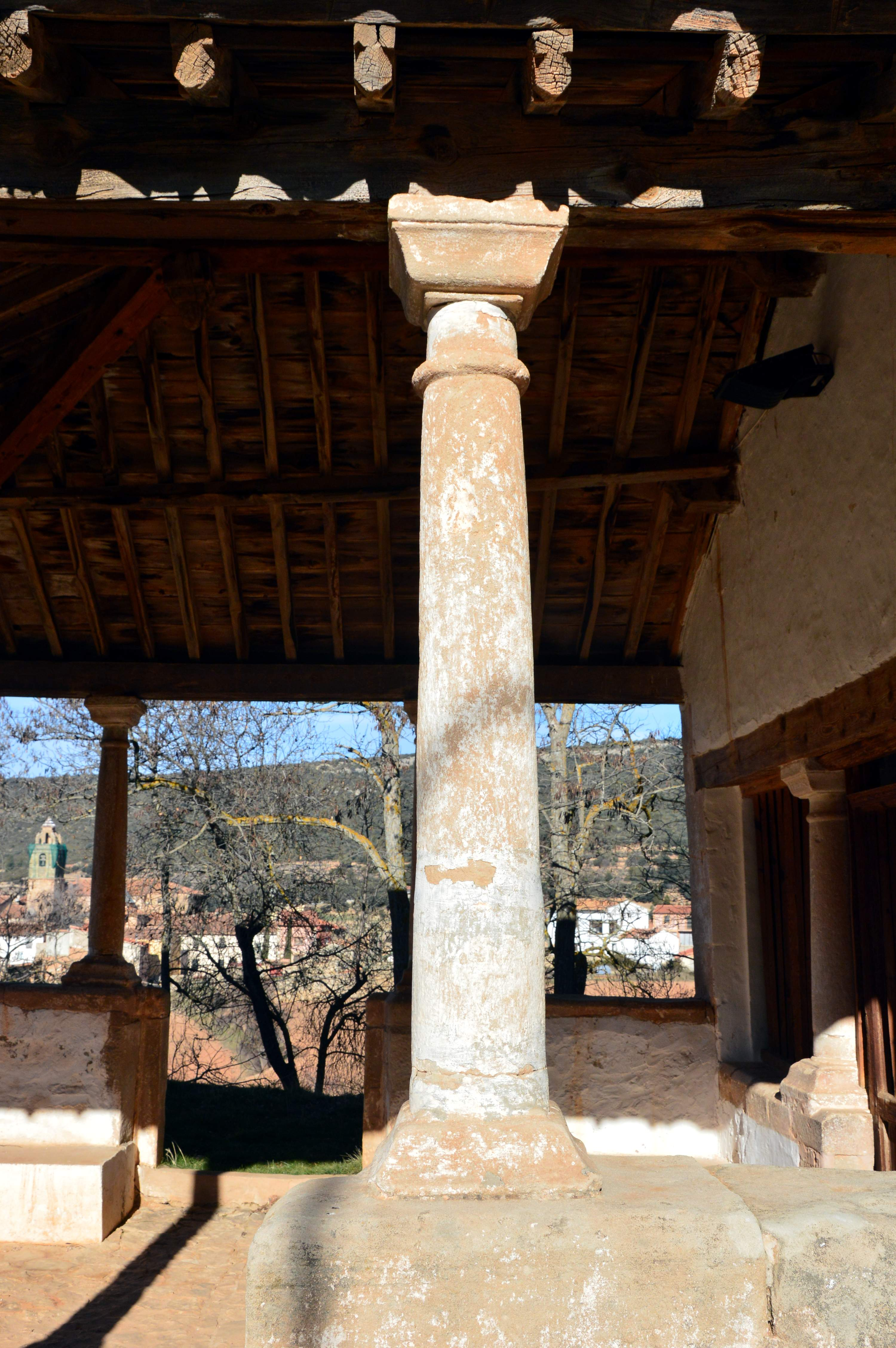
Ermita de la Purísima Concepción en Puebla de San Miguel (2019).
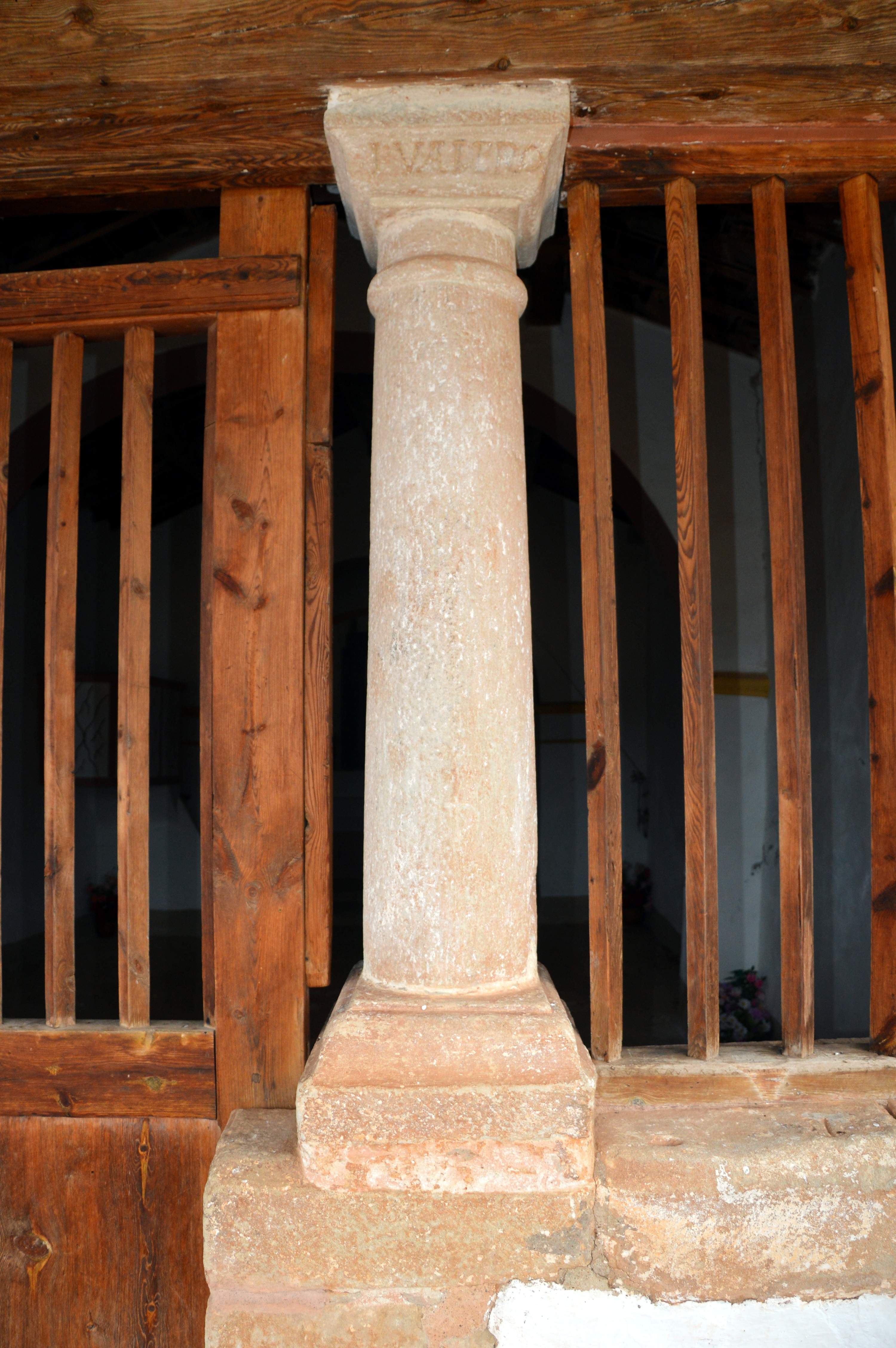
Ermita de la Purísima Concepción en Puebla de San Miguel (2019).
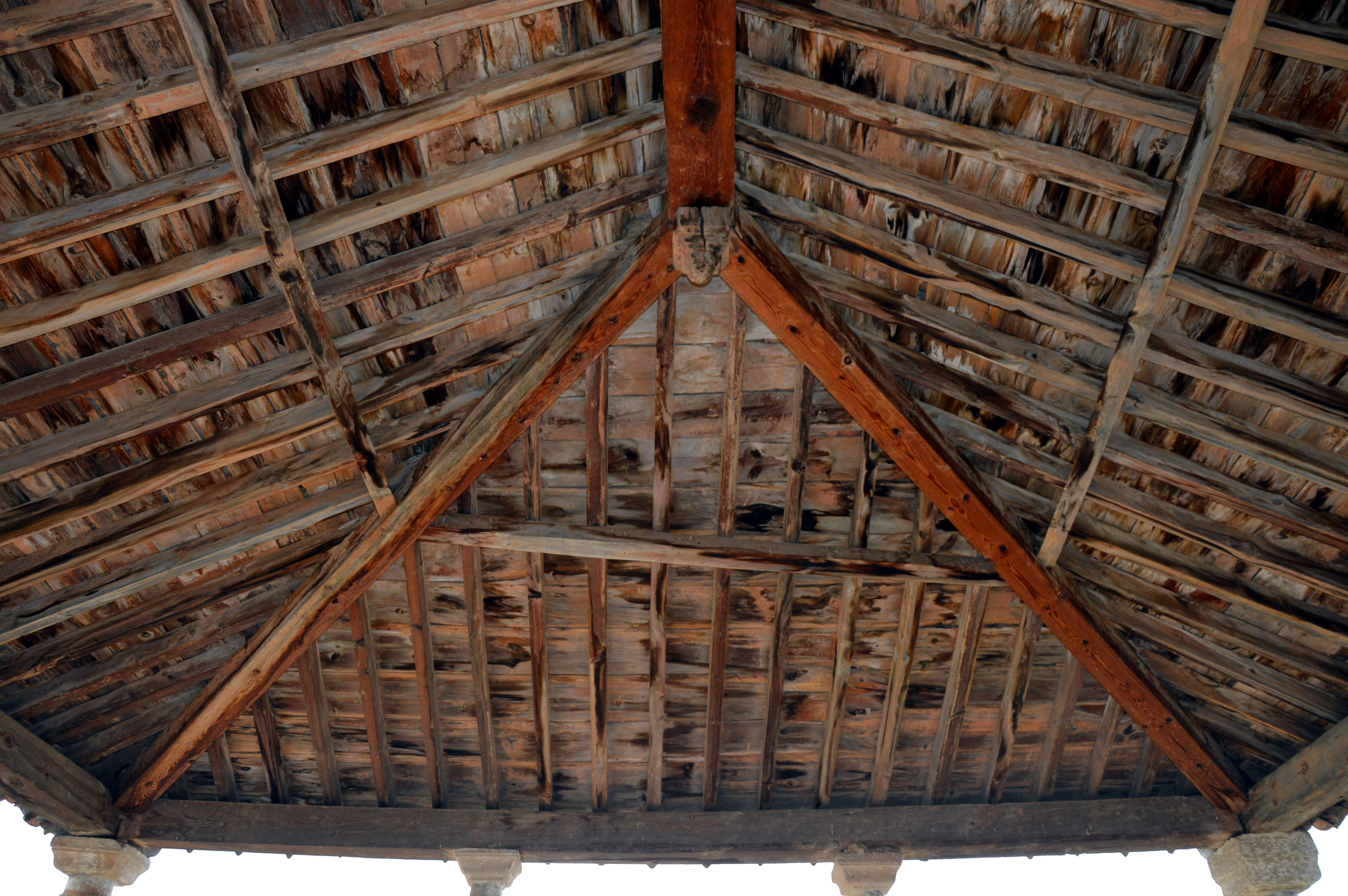
Ermita de la Purísima Concepción en Puebla de San Miguel (2019).
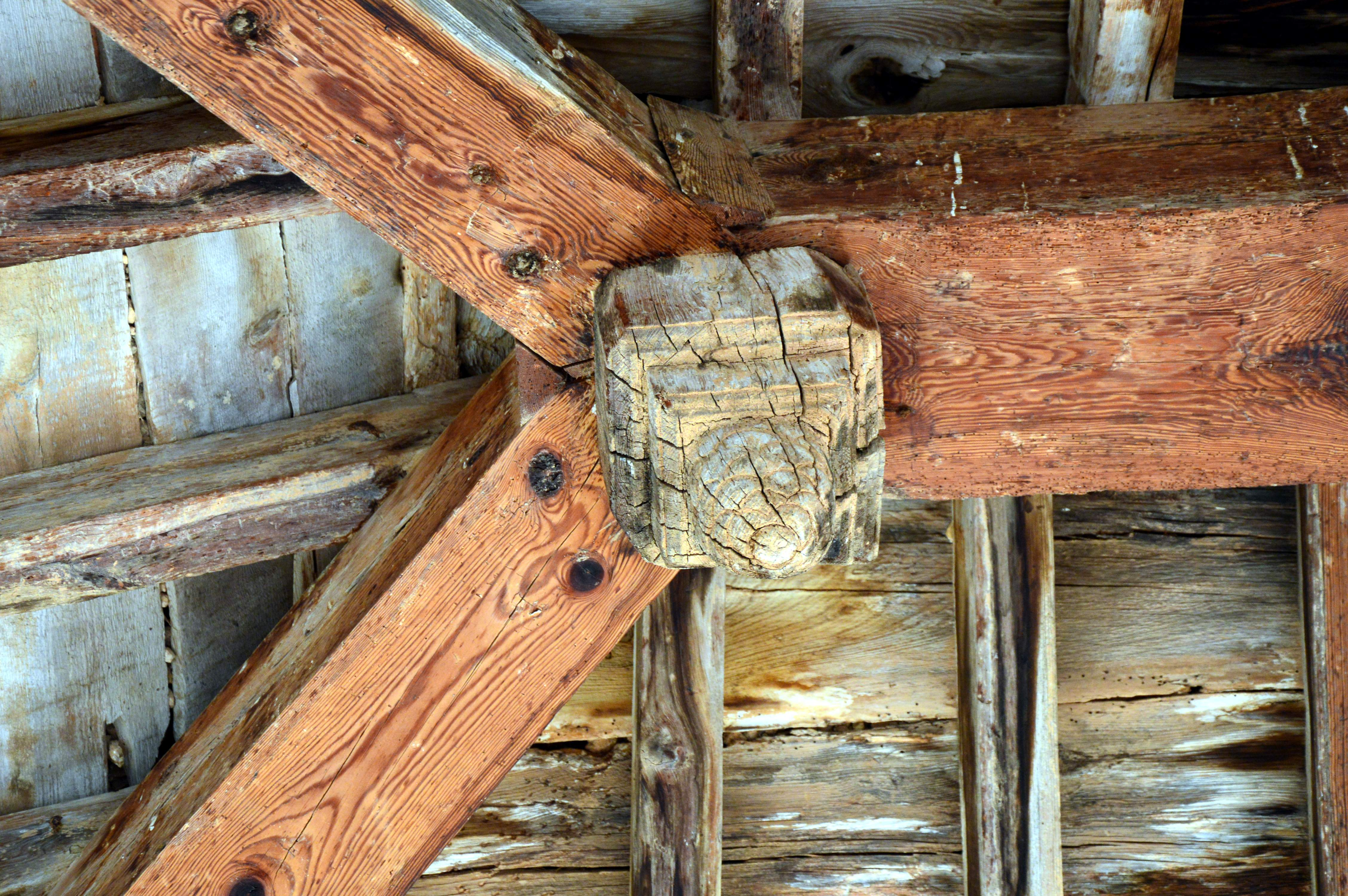
Ermita de la Purísima Concepción en Puebla de San Miguel (2019).
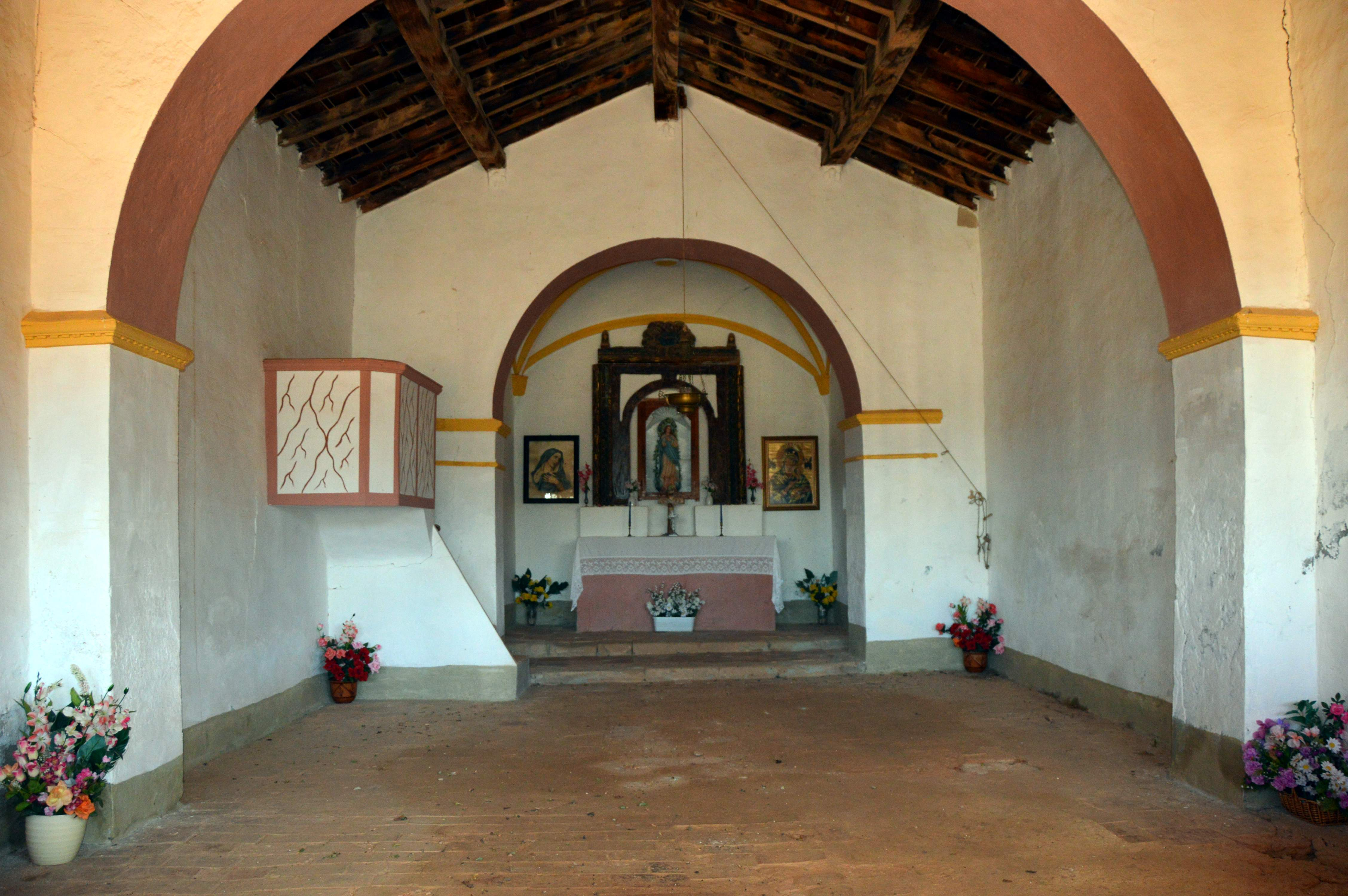
Ermita de la Purísima Concepción en Puebla de San Miguel (2019).
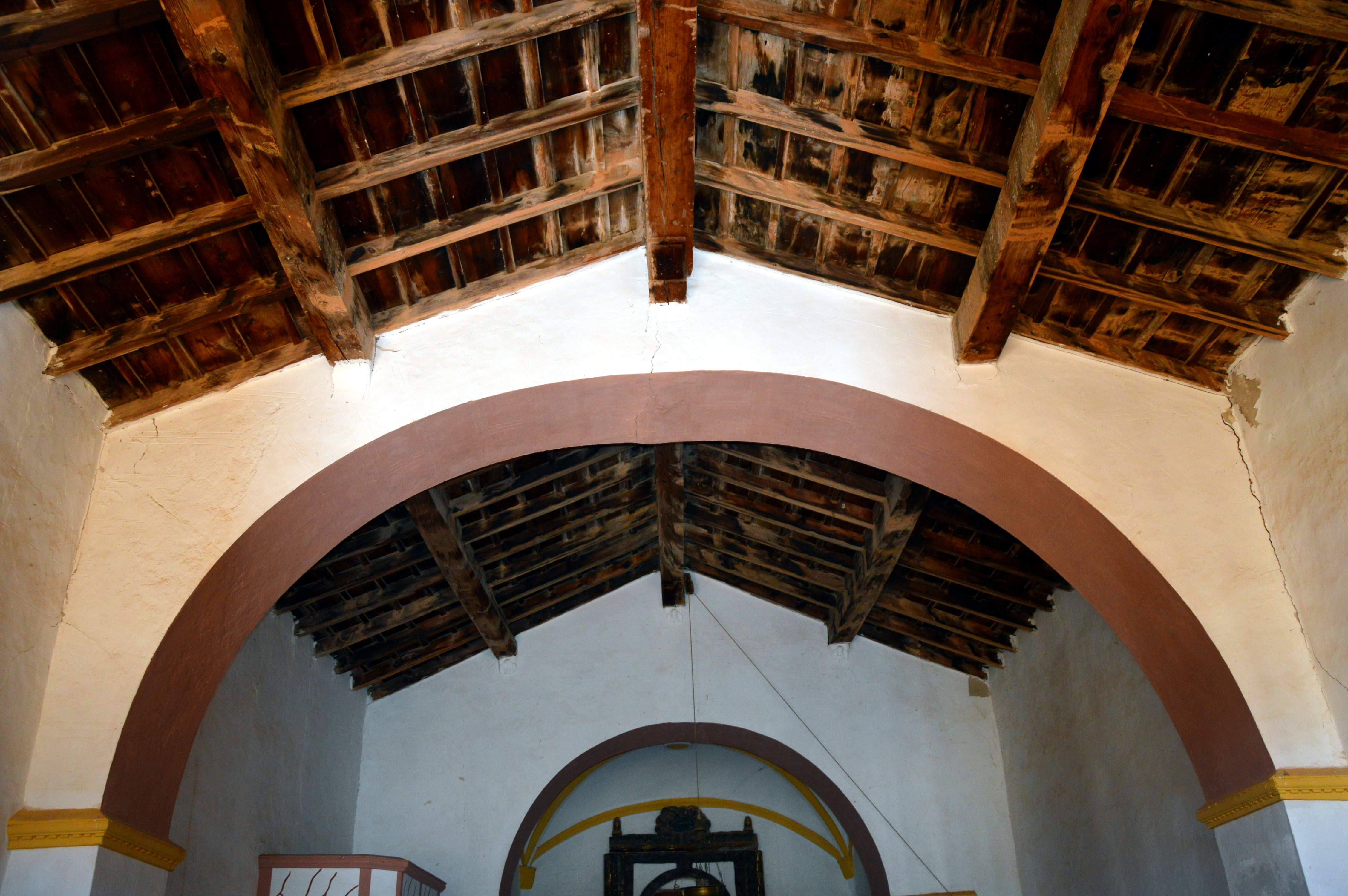
Ermita de la Purísima Concepción en Puebla de San Miguel (2019).
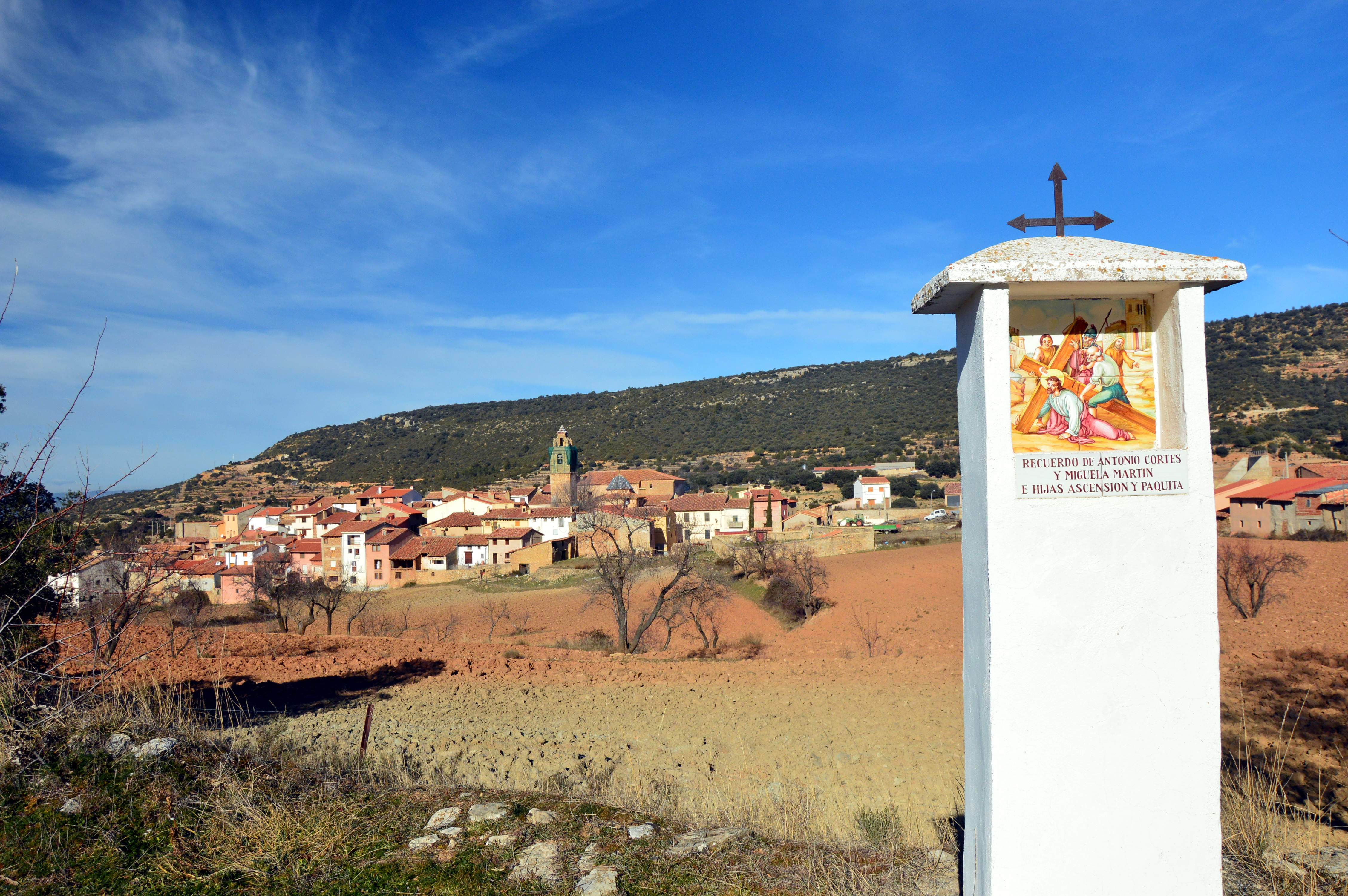
Vista parcial (oriental) de Puebla de San Miguel (2019).
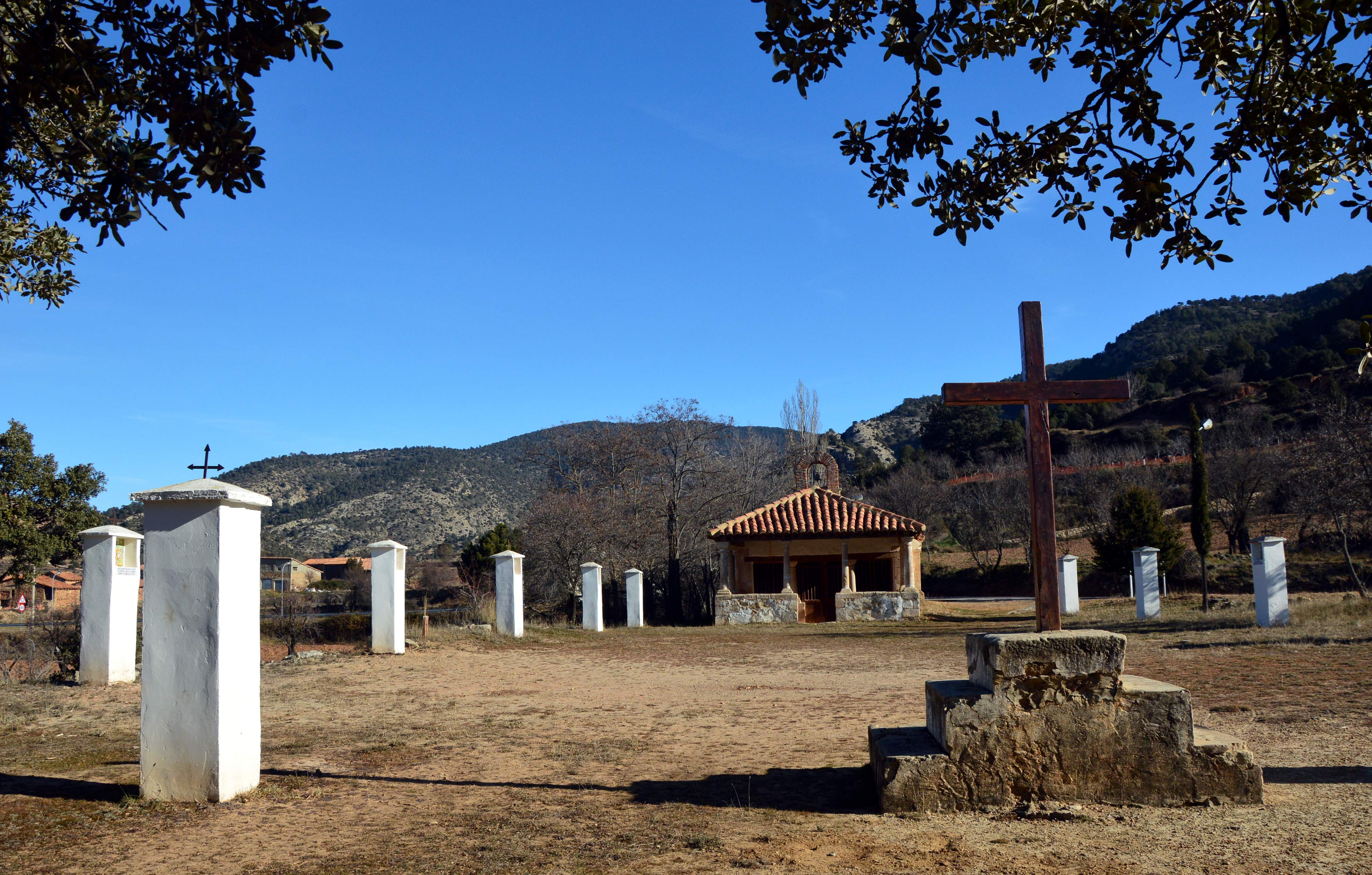
Ermita de la Purísima Concepción en Puebla de San Miguel (2019).